# Luogosanto
Luogosanto là một đô thị ở tỉnh Sassari trong vùng Sardegna, có khoảng cách khoảng 200 km về phía bắc của Cagliari và cách khoảng 30 km về phía tây bắc của Olbia. Tại thời điểm ngày 31 tháng 12 năm 2004, đô thị này có dân số 1.822 người và diện tích là 135,2 km².
Luogosanto giáp các đô thị: Aglientu, Arzachena, Luras, Tempio Pausania.